# しょうぶパン鬼ー
しょうぶパン鬼ー（しょうぶパンきー、ラテン文字表記：Shobu Panky）とは、埼玉県久喜市（旧菖蒲町）のご当地キャラクターであり、埼玉県久喜市の公認キャラクターでもある。久喜市商工会の4キャラクターの一人。

## 概要
埼玉県のご当地キャラクターとしては、比較的新しく、人気度も高い。
ゆる玉応援団の団員No.31。第1回ゆる玉ダンスコンテストでパフォーマンス賞を、同じく久喜市のゆるキャラである来久ちゃんと共に受賞している。

## 特徴
しょうぶパン鬼ーとは、菖蒲城跡に空から降ってきた鬼の赤ん坊に、パンツをはかせたという設定。

## 活動
菖蒲町の活性化に営むべく、主に町内の様々なイベントにおいて活動するが、久喜市以外のイベントにおいても遠征する。埼玉県の「けんこう大使」にも来久ちゃんと共に任命され活躍している。

## プロフィール
- 名前 - パン鬼ー
- 誕生日 - 5月5日（菖蒲の節句）
- 年齢 - 5歳[6]
- 性別 - 不明（男の子?）
- 出身地 - 菖蒲あやめ園
- 特技 - 願いを叶えること
- 口癖 - パンツ一丁でも大勝負
- 性格 - 負けず嫌い
- 好きな食べ物 - いちご、梨
- 嫌いなもの - 豆、きついパンツ
- ゆる玉応援団 - 団員No.31